# Crematogaster pygmaea
Crematogaster pygmaea är en myrart som beskrevs av Auguste-Henri Forel 1904. Crematogaster pygmaea ingår i släktet Crematogaster och familjen myror. Inga underarter finns listade i Catalogue of Life.